# プ女と野獣 JKが悪役レスラーに恋した話
『プ女と野獣 JKが悪役レスラーに恋した話』（プじょとやじゅう ジェーケーがヒールレスラーにこいしたはなし）は、安曇ゆうひによる日本の漫画。『Palcy』（講談社・Pixiv）に掲載後、『別冊フレンド』（講談社）にて、2019年2月号から2020年5月号まで連載。安曇が甲状腺の病気になったため、休載を挟みつつ『Palcy』にて2021年1月4日から2024年5月13日まで連載。タイトルロゴではタイトルに「Pujyo and the Beast」の英題名が付記されている。プロレス好きな女子高生（＝プ女）・百花と、悪役レスラー・久我の恋を描くラブコメディ。

## 登場人物
蓮見百花（はすみ ももか）
本作の主人公。プロレス大好きな17歳。長身でゆるふわ茶髪のロングヘアーという見た目の印象から大人びて見られがちで、久我にも当初20代と思われていた。友人や姉からも見た目の印象から経験多めと思われているが、実のところ彼氏いない歴＝年齢で恋愛下手の未経験者である。プロレスを見すぎているからか、細身の男性芸能人には興味がわかず、男性の裸を見慣れている。前述のように恋には不器用であるが、久我を叱りつけるなど強気の一面もある。父は高校教師で剣道家。プロレスに疎い姉と母がいる。門限は18時。
久我謙光（くが よしみつ）
黒髪ロングヘアーの悪役レスラー。階級はヘビー級。プライベートでは髪を後ろに束ねている。屈強な体を持つが乙女チックでロマンチストな一面を持つ。23歳でデビューしプロ6年目。男性ファンは多いが女子人気はない。得意技は卍固め、スリーパーホールド。SNSから知った百花に一目惚れし、連絡を取りキスをするが、百花が高校生だと知り連絡を絶つ。一時はファンとレスラーの関係に戻る意思を示すが、彼女の思いを受け止め親公認の交際を続ける。
翔陽（しょうよう）
久我と同期のジュニアヘビー級プロレスラー。久我と違いデビュー時から高い女性人気を持ち、金髪で細マッチョという整った容姿、ラ・ケブラーダといったライトファンにもわかりやすい飛び技の使い手であることから現在進行形でスーパースターである。

## 書誌情報
- 安曇ゆうひ『プ女と野獣 JKが悪役レスラーに恋した話』講談社〈講談社コミックス別冊フレンド〉、全4巻
  1. 2019年5月13日発売[2]、ISBN 978-4-06-515519-6
  2. 2019年11月13日発売[10]、ISBN 978-4-06-517637-5
  3. 2020年5月13日発売[4]、ISBN 978-4-06-519171-2
  4. 2024年9月12日発売[7]、ISBN 978-4-06-536821-3